# Wola Rakowa

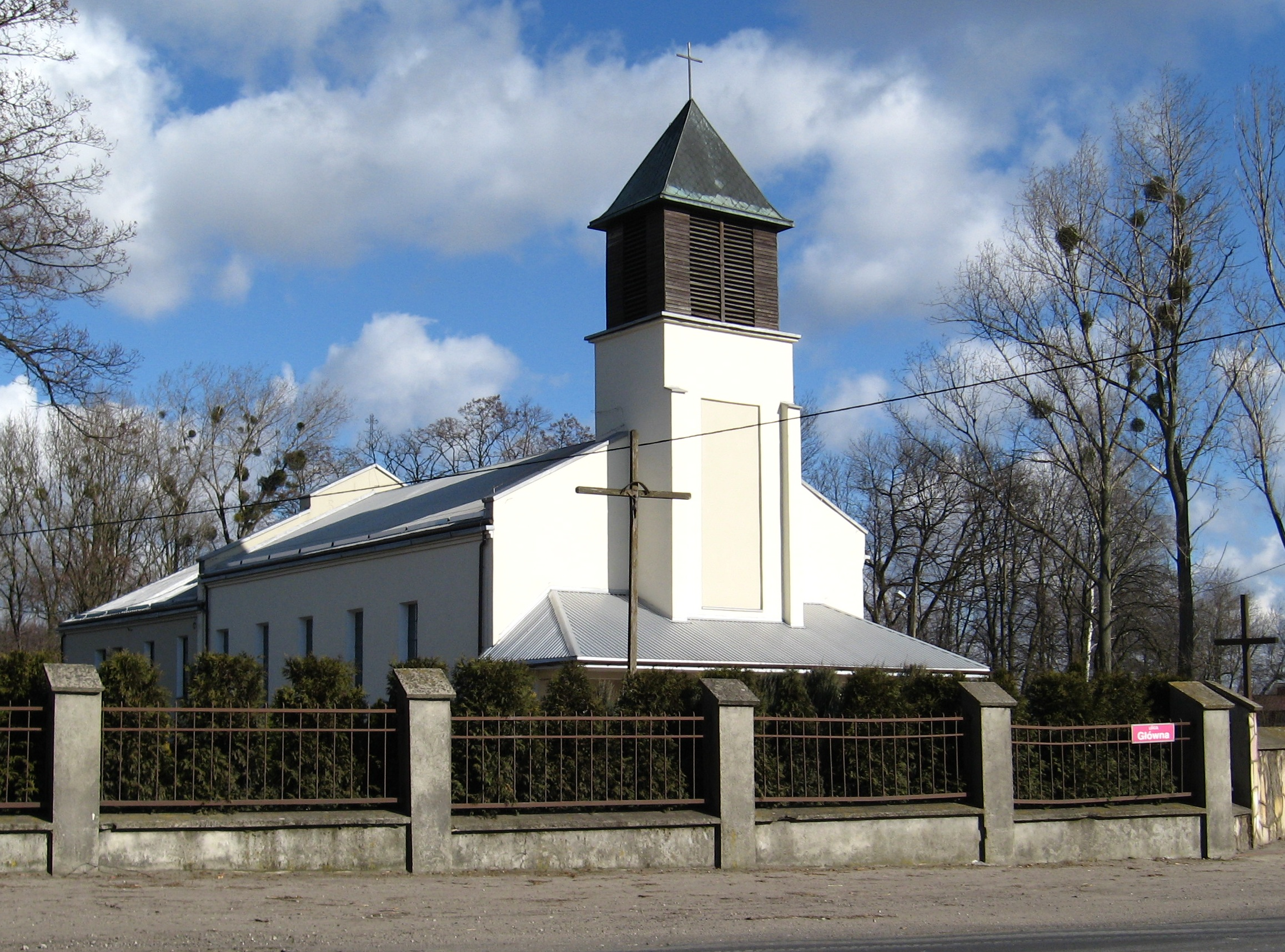
Kirche in Wola Rakowa

Wola Rakowa ist ein Dorf in Polen in der Woiwodschaft Łódź. Das Dorf bildet ein Schulzenamt (sołectwo) in der Gemeinde Brójce im Powiat Łódzki wschodni.

## Geschichte
Der Name des Dorfes leitet sich wahrscheinlich von einem Personennamen ab. Eine Theorie ist die Ableitung von Rakusa, einem ehemaligen Besitzer der Ortschaft. Dieser hatte Teile seines Besitzes abgegeben mit dem Ziel, dass Ortschaften gegründet würden. Eine weitere Möglichkeit ist die Ableitung von Rakow, dem Namen eines russischen Offiziers.
Zwischen 1415 und 1466 entstanden das Dorf Wola Rakowa sowie die Kirche.
Im September 1939 wurde das Dorf von der deutschen Wehrmacht besetzt und später in Freireken umbenannt. Die Besatzung dauerte bis zum Einmarsch durch die Rote Armee im Januar 1945.

## Wirtschaft und Infrastruktur

### Verkehr
Durch Wola Rakowa führt die Woiwodschaftsstraße 714 (droga wojewódzka 714). Diese endet zehn Kilometer westlich bei Rzgów mit der Einmündung in die Landesstraße 1 (droga krajowa 1). Im Osten endet die 714 nach fünf Kilometern in Kurowice mit der Einmündung in die Woiwodschaftsstraße 713.
Der nächste internationale Flughafen ist der Władysław-Reymont-Flughafen Łódź, der etwa 15 Kilometer nordwestlich des Dorfes liegt.